# Muri bei Bern
Muri bei Bern (a veces Muri-Gümligen) es una ciudad y comuna suiza del cantón de Berna, situada en el distrito administrativo de Berna-Mittelland.
Hasta el 31 de diciembre de 2009 situada en el distrito de Berna.

## Geografía
La comuna está compuesta por dos localidades separadas claramente por la autopista, cada una con aproximadamente 6000 habitantes. Se trata de la localidad de Muri, la cual da su nombre a la comuna desde que se tienen registros, y la localidad de Gümligen.
La superficie de la comuna es de 760 hectáreas, de las cuales 150 son bosques, 190 campos y praderas y 339 de zona urbana. El punto más alto se encuentra a 727 m s. n. m. en el Dentenberg, el más bajo se encuentra a 508 m s. n. m. a orillas del río Aare.
Muri se encuentra en la ribera derecha del Aare. Limita al norte con las comunas de Ostermundigen, Stettlen y Vechigen, al este con Worb y Allmendingen bei Bern, al sur con Belp y Kehrsatz, y al oeste con Köniz y Berna.

## Historia
La primera mención del lugar data de 1180, época en la que se conocía como Mure. Se han encontrado vestigios del neolítico en el Birchiwald, una tumba de bronce en el Lindenhof-Siloah, sepulturas de la época de la Tène con adornos en Mettlen-Mannenried, además se han encontrado las fundaciones de una villa cerca de la iglesia y del castillo. Las estatuillas de las diosas celtas Artio y Naria, así como la inscripción sobre el zócalo de esta última, sugieren la existencia de un santuario galorromano de la región Arurensis (del Aare).
Cerca de la Springhaus se localizó un cementerio del siglo VII y la existencia de un castillo en la época medieval en el Detenberg. A partir del siglo XII los barones de Montenach (Montagny), señores de Belp y de Geristein, poseían tierras en Muri. Entre 1239 y 1245 vendieron el patronaje de Muri y algunos otros bienes al convento de Interlaken y debieron ceder Muri a la ciudad-estado de Berna en 1298. Muri fue desde entonces y hasta 1798 una de las cuatro parroquias añadidas a la administración urbana y una baja jurisdicción relevante del tribunal municipal.
La iglesia de San Miguel (mencionada en 1180) conoció varios estados primitivos y transformaciones (renovaciones en 1664 y 1967-69, reconstrucción del campanario en 1881 y 1967). El patronaje pasó a Berna tras la Reforma (1528). La parroquia comprendía a Muri, Gümligen, la aldea de Kräyigen, junto con Melchenbühl, Wittigkofen, Saali y Brunnadern. Esta se extendía hasta los límites de la ciudad de Berna (a la cual toda su parte occidental fue incorporada en 1817: Saali, Wittigkofen y Brunnadern). Actualmente la parroquia cuenta con dos templos, uno en Muri y otro en Gümligen.
La comuna fue creada sobre el territorio de la parroquia en 1831/1833, aunque estuvo dividida en dos fracciones hasta 1905-1921: la fracción de Muri-Kräyigen (en la parte baja próxima al río) y la fracción de Gümligen, cada una con su fortuna propia. La proximidad de Berna y la exposición al sur hicieron de Muri un lugar predilecto de los Patricios berneses que desde el siglo XVI construyeron casas de campo. Cuando la ciudad de Berna comenzó a expandirse en dirección a Muri hacia 1890, las autoridades comunales promovieron la creación de barrios residenciales, llevando al parcelamiento de los dominios de los patricios.
Las finanzas municipales aprovecharon la llegada de residentes holgados, empleados y funcionarios. Con la oferta de ventajas fiscales y de buenas vías de comunicación: antigua ruta cantonal Berna-Thun, líneas ferroviarias Berna-Thun (1859), Berna-Lengnau-Lucerna (1864/1875) y Berna-Worb, Muri atrajo nuevos habitantes, de los cuales una gran parte trabaja fuera de la comuna. Este crecimiento demográfico impuso grandes cargas de infraestructura: escuelas, ayuntamiento, acueducto, entre otras infraestructuras que tuvieron que ser construidas. En 1915 y en los años 1920, Muri era una de las comunas más holgadas en las cercanías de la ciudad de Berna, por lo que Muri pudo rehusar a fusionarse con la ciudad de Berna.
La unificación de sus fracciones dejó subsistir dos polos que se desarrollaron de manera diferente: el barrio residencial de Muri y el barrio industrial de Gümligen, separados por la vía férrea y desde 1966 por la autopista que de Berna conduce al Oberland bernés. El castillo de Muri, arriba de la iglesia, fue construido en el siglo XVI sobre los terrenos de una finca medieval; el complejo actual con la corte de entrada, el invernáculo y la torre del reloj, sentada en medio de un parque, es el resultado de diversas fases de construcción (transformaciones y nuevas partes después de 1650, nuevo edificio principal en 1758, modificaciones en 1851-54 y 1910). Entre las numerosas casas de campo (Seidenberg, Äusseres Melchenbühlgut, Aarwil), solamente la Multengut con sus edificios de la primera parte del siglo XVIII sigue prácticamente intacta.
En los años 1970 la comuna adquirió el estatus de ciudad tras sobrepasar la barrera de los diez mil habitantes.

## Economía
En un estudio llevado a cabo por la Asociación de Industria y Comercio del cantón de Berna en 2007, fueron clasificadas las cualidades económicas de 48 comunas de las aglomeraciones de las ciudades de Berna y Biel-Bienne. En primer lugar fue clasificada Belp, seguida por Ittigen, Köniz y Muri. En un estudio similar realizado en 2003, Muri había quedado en primer lugar de la clasificación. Muri es conocida como uno de los paraísos fiscales del cantón de Berna, pues tiene una de las tasas impositivas de impuestos más bajas del cantón.
El área cercana a la estación ferroviaria de Gümligen es una de las declaradas zonas de desarrollo del cantón de Berna. Algunas empresas tienen su sede en la comuna de Muri, entre ellas: Cisalpino, el Grupo Rehau, RBA Holding.

## Población
Al 31 de diciembre de 2006 vivían 12.587 personas en Muri, la cuota de extranjeros se situaba en 9,5%. En el censo del año 2000, el 88,93% de la población declaró hablar alemán como lengua materna, el 3,05% francés y el 1,48% inglés. La pirámide poblacional estaba compuesta de la siguiente manera: 18,2% entre 0 y 19 años, 61,3% entre 20 y 64 años y 20,5% más de 64 años.

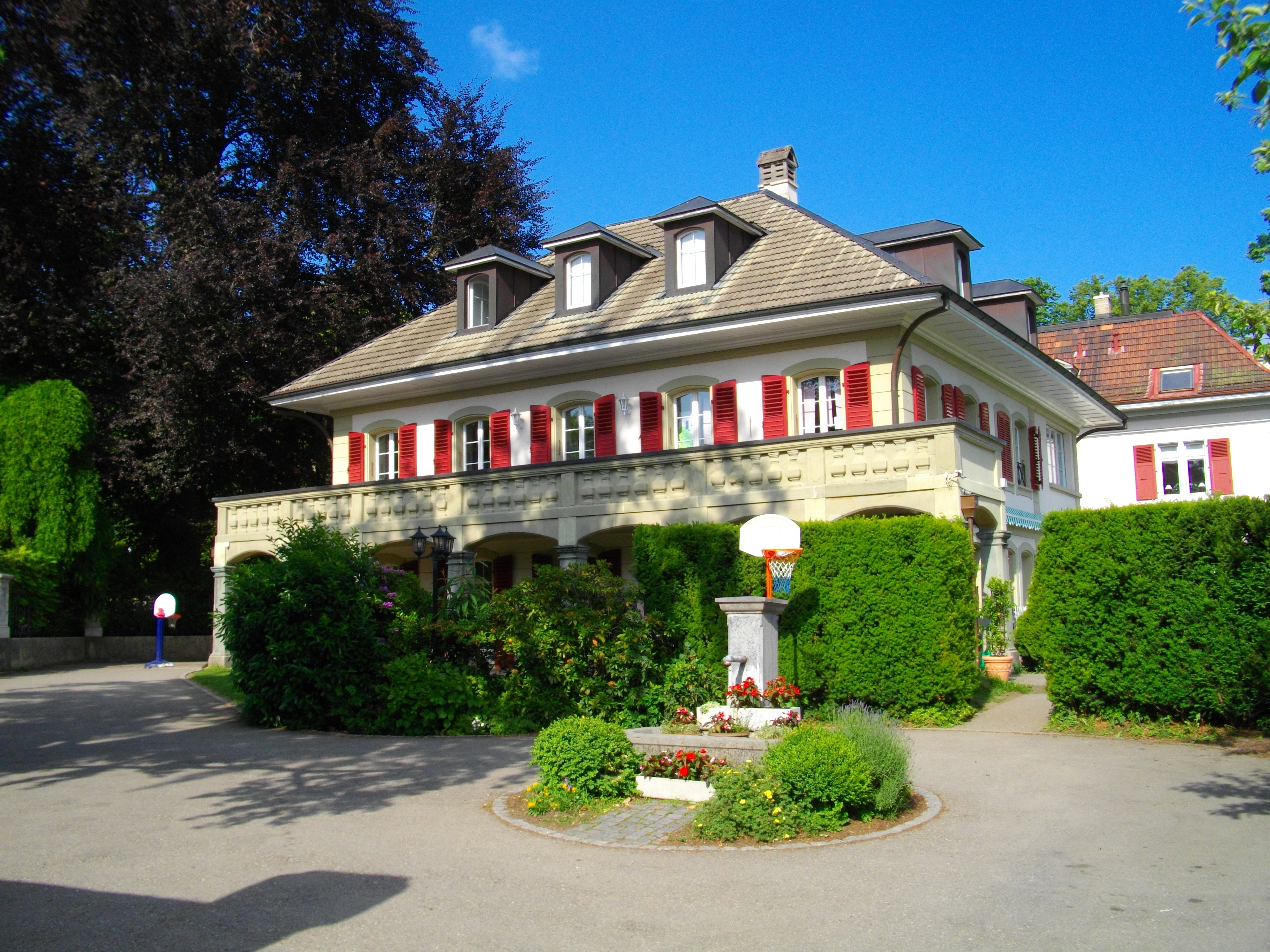
Escuela Británica de Muri.

## Cultura
La comuna de Muri cuenta con seis escuelas públicas en las que la lengua de enseñanza es el alemán. Existen además dos escuelas privadas en las que se enseña en inglés. También hay una escuela pública de habla francesa en las proximidades de la comuna, en el área de Wittikofen en Berna.
La ciudad es sede de asociaciones deportivas como la Asociación Suiza de Fútbol o la Swiss-Ski (Asociación Suiza de Esquí).
Varios edificios históricos constituyen los atractivos de la ciudad, entre ellos cabe destacar el Castillo de Muri, el Castillo de Gümligen, la Villa Mettlen, la iglesia de Muri y el Auguetbrücke (Puente de madera sobre el Aare).

## Política
El Gran Concejo Municipal es el órgano legislativo de la comuna de Muri. Este cuenta con cuarenta (40) miembros y es elegido cada cuatro años según el sistema proporcional.
El Concejo Municipal es el órgano ejecutivo de la comuna y cuenta con siete miembros. Aparte del alcalde de la comuna, los demás miembros del Concejo trabajan al lado de sus cargos políticos. El Concejo Municipal es elegido cada cuatro años, y al igual que el Gran Concejo es elegido según el sistema proporcional. Ambos concejos son elegidos simultáneamente. El alcalde es elegido según el sistema mayoritario.

## Transportes

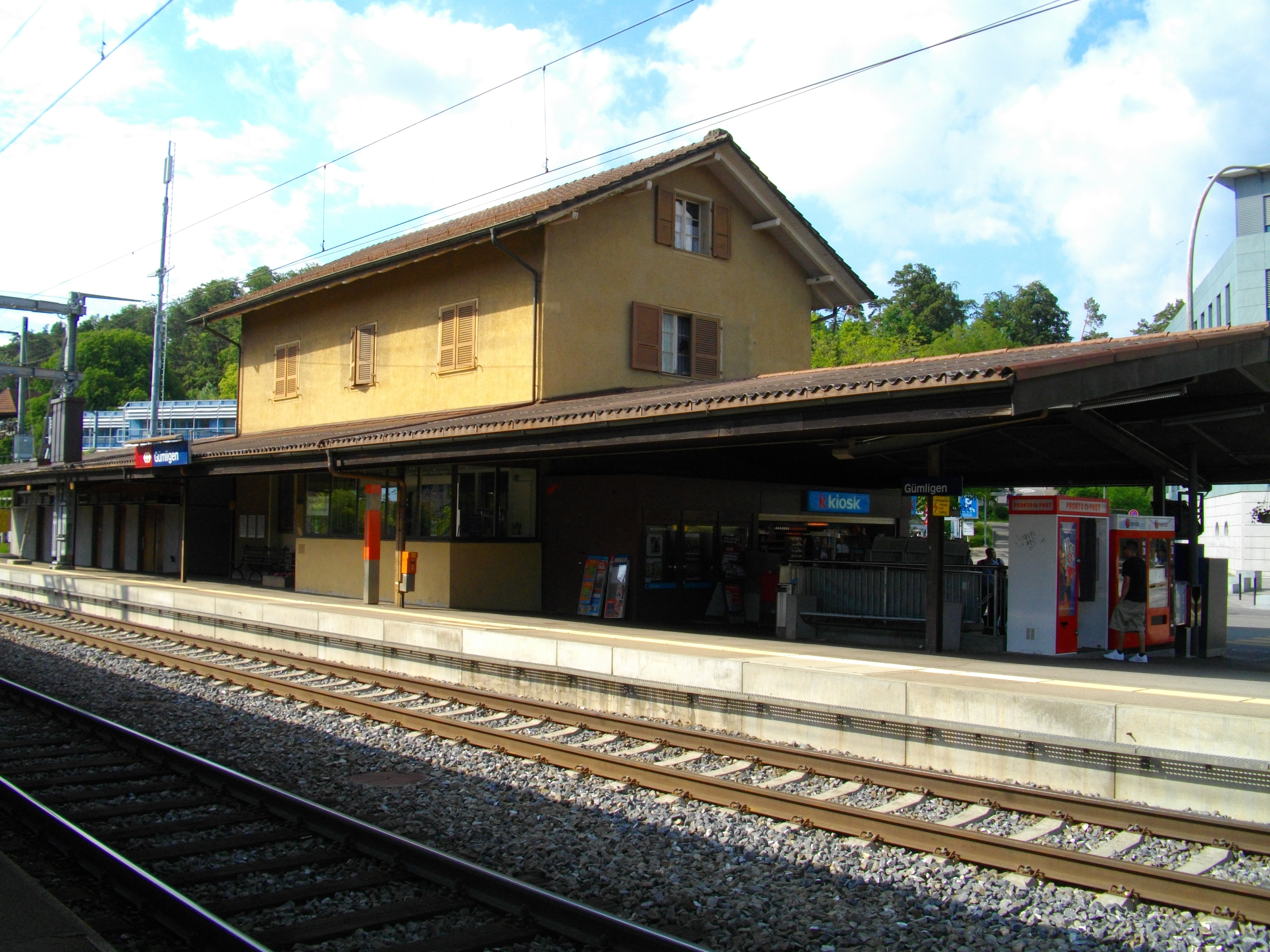
Estación de trenes de Gümligen.

- Línea ferroviaria BLS: Berna - Gümligen - Thun.
- Línea ferroviaria BLS: Berna - Gümligen - Langnau im Emmental.
- Línea de tranvía Bernmobil: Fischermätteli (Berna) - Muri/Gümligen - Worb.
- Línea de buses urbanos RBS (líneas 40 y 44)
- Autopista A6 -  13 Muri/Gümligen.